# Berberis lycium
Berberis lycium là một loài thực vật có hoa trong họ Hoàng mộc. Loài này được Royle mô tả khoa học đầu tiên năm 1834.

## Hình ảnh

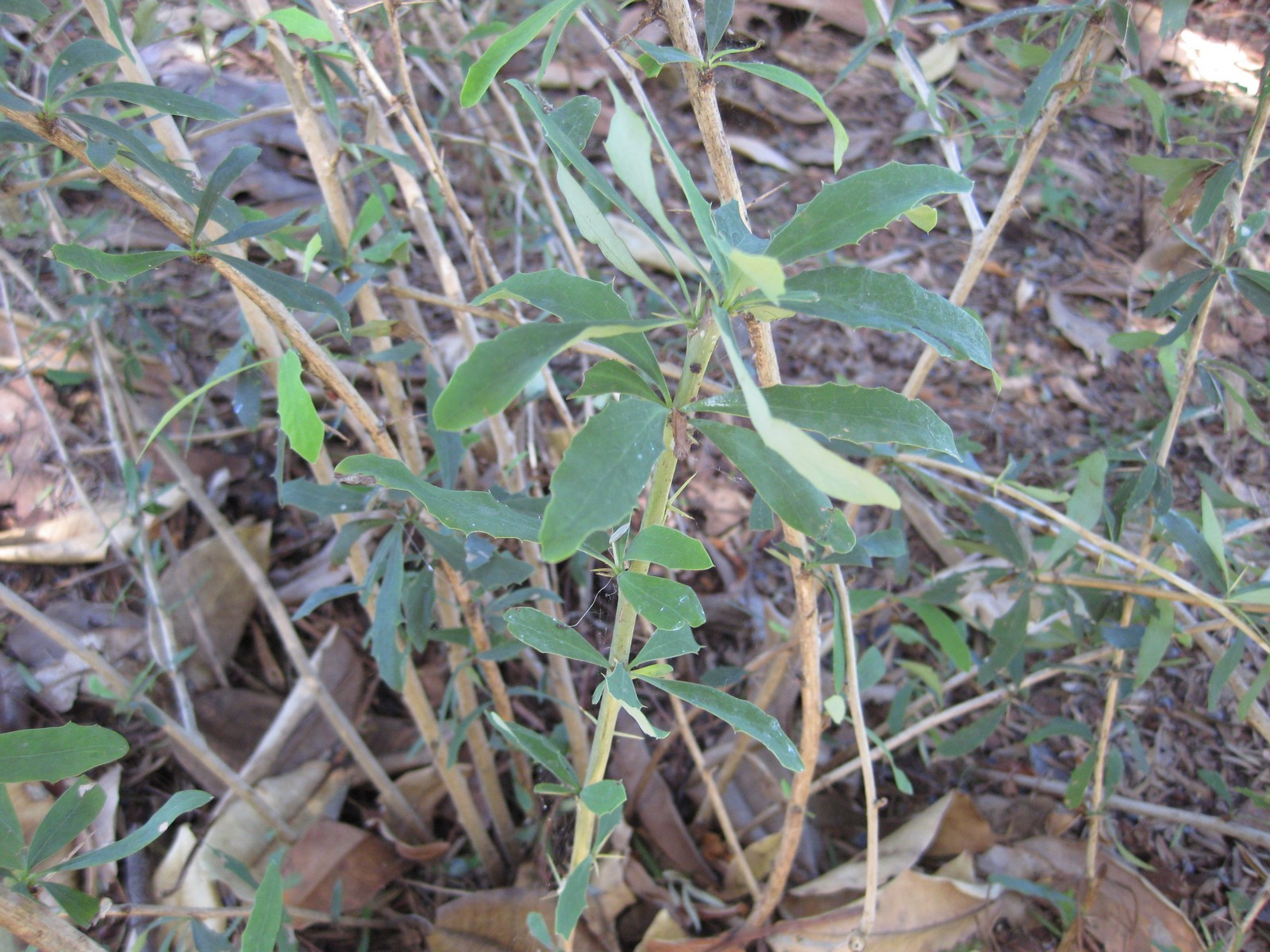
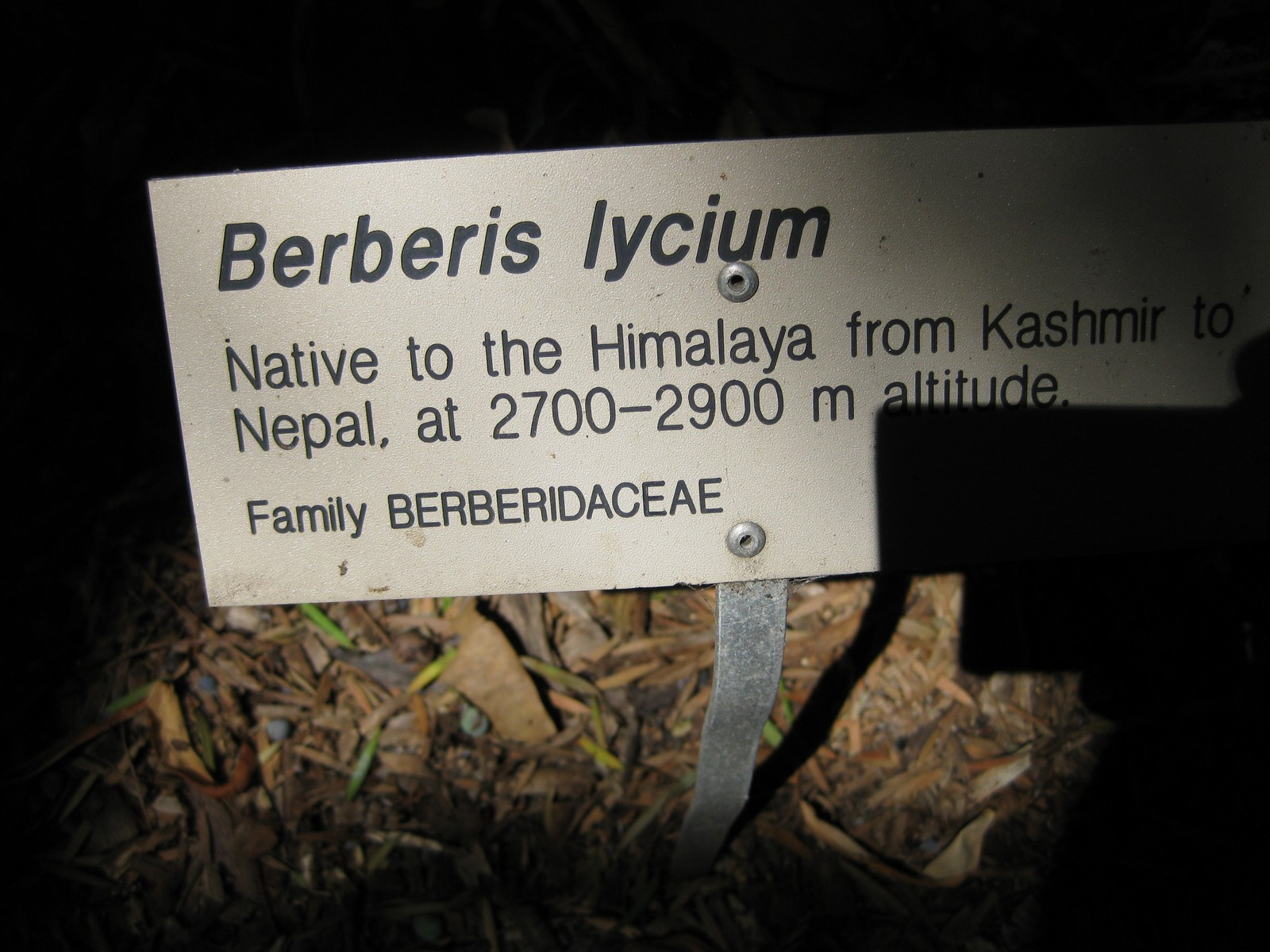